# کاشویتس
کاشویتس (به آلمانی: Caaschwitz) یک شهر  در آلمان است که در تورینگن واقع شده‌است. کاشویتس ۷۰۹ نفر جمعیت دارد.